# 符騰堡的海因里希
符騰堡的海因里希（德語：Heinrich von Württemberg，1448年9月7日—1519年4月15日），蒙貝爾加德伯爵，符騰堡伯爵烏爾里希五世的次子。

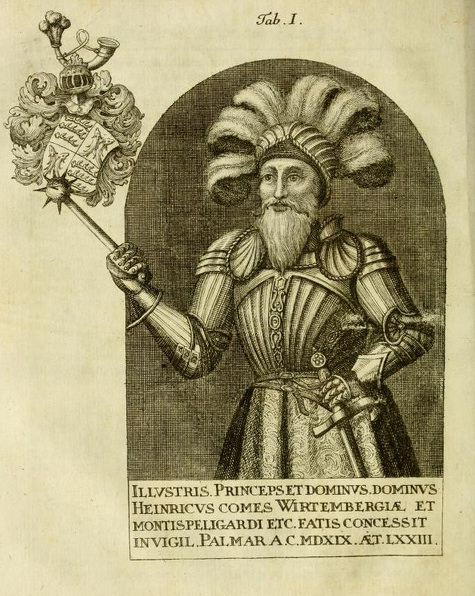
符騰堡的海因里希

## 家庭
1485年，海因里希與茨魏布呂肯-比奇的伊莉莎白（Elisabeth von Zweibrücken-Bitsch）結婚，兩人的獨子是日後的符騰堡公爵烏爾里希。
1488年，海因里希與薩爾姆的伊娃（Eva von Salm）結婚，兩人共有1子1女：
1. 瑪麗亞（1496年—1541年），與沃爾芬比特爾親王海因里希二世結婚
2. 格奧爾格（1498年—1558年），蒙貝爾加德伯爵